# Gòrdios I
Gòrdios I o Gordi o també Gòrdias (llatí Gordius) (grec antic Γόρδιος o Γόρδιάς) va ser un rei de Frígia i pare del conegut rei Mides I. La seva fama deriva de l'anomenat nus gordià.
Segons la tradició, era un pobre pagès destinat a ocupar el tron segons un prodigi que s'havia produït i l'havia afectat: un dia mentre llaurava, una àliga es va posar a l'arada i va romandre allí fins a la nit; Gòrdios va consultar aquest prodigi als endevinadors telmessis, de la ciutat de Telmissos i allà va trobar una dona coneguda pels seus dots profètics que li va aconsellar fer sacrificis a Zeus. Gòrdios es va casar amb aquesta dona i van tenir un fill de nom Mides. Algunes tradicions diuen que Gòrdios va ser amant de Cíbele i que Mides és fill dels dos.
Uns anys després es van produir disturbis al país i un oracle va dir que havien de buscar un rei que posaria fi als conflictes, i va descriure al rei. Mentre el poble deliberava van arribar Gòrdios, la seva dona i el fill, i la gent els va identificar com el rei indicat per l'oracle. No és clar si el rei fou Mides com diu Arrià o Gòrdios com diu Justí.
El nou rei va fundar la ciutat de Gòrdion, i va dedicar el jou on s'havia posat l'àguila a Zeus, a l'acròpoli de la capital. Un oracle va declarar que qui fos capaç de desfer el nus al que estava lligat el jou regnaria sobre tot Àsia. Alexandre el Gran, que estava al corrent de la profecia, va desfer el nus d'un cop d'espasa.